# Vesperus xatarti
Vesperus xatarti är en skalbaggsart som beskrevs av Étienne Mulsant 1839. Vesperus xatarti ingår i släktet Vesperus och familjen långhorningar.
Artens utbredningsområde är Frankrike. Inga underarter finns listade i Catalogue of Life.